# Xvid
Xvid（エックスブイアイディー、エックスビド）はオープンソースで開発されているフリーのビデオコーデック。MPEG-4 ASP (Advanced Simple Profile)に準拠している。
2006年10月まではXviDという名称でリリースされた。

## 概要
元々、DivXNetworks社がはじめたOpenDivXプロジェクトで生まれたものだったが、その後 DivXNetworks社（現：DivX .Inc）の方針転換により商用製品路線へとDivXコーデックが移行した。その際、このプロジェクトによって生み出された成果はそのまま商用コーデックに反映されたが、それに反発するプログラマーたちによってオープンソースで開発継続されたものがこの Xvid である。（名称はDivXをひっくり返したものである。）なお、OpenDivXプロジェクトは現在開発停止状態にあり、こちらは DivX4.0コーデックが元になっている。また、シグマデザインズ社が開発した「RMP4」と呼ばれるコーデックにソースが盗用されたこともある。

## ソフトウェア特許
MPEG-4特許のライセンスを得ておらず、開発プロジェクトではソースコードのみの配布とすることでライセンス問題を回避している。但し、日本においては、特許法第68条により、“業として”バイナリの配布・利用を行わない限り(つまり個人の私的利用などでは)特許権侵害には当たらない。

## その他
- エンコードの速さは、設定などにもよるが一般的にDivXより速いとされている。[要出典]

- PCではWindows 7のメディアプレイヤーで再生可能。

- 家電ではDivXビデオ対応のDVDプレーヤーやゲーム機などで再生可能。

- Xvidの正しい読み方は不明だが、「エクシビッド」、「エックスブイアイディー」、「エックスビド」、「エックスバイド」、「キシビッド」等と読まれている。

## 利用例
- MPEG-4の実装の学習や研究用
- ファイル共有ソフトでのDVDやテレビ番組の交換、共有。

商業用ソフトで使用した場合、そのソフトのソースを公開する義務が生じるため、一部の例外を除けばほとんど使用されていない。アクアプラス発売のパソコンゲーム（『アルルゥとあそぼ!!』、『Tears to Tiara』、『鎖 -クサリ-』、『ToHeart2』）ではその義務を知らずにライブラリを使用していたことが判明したため、ゲームのソースコードを公開することが発売元より発表となった。

## コンテナ形式
従来のビデオコーデック同様にDirectShowを利用したコンテナ形式(AVI、MKV等)に格納することが可能で、映像のMPEG-4、音声のMP3、コンテナのAVIという組み合わせで使われることが多かった。
ただし、AVIではBフレーム（前後参照フレーム）を扱うことが出来ない仕様となっているので、GOPをパック処理するなどの工夫が必要となる。また、一部デコーダーでは先読みするなどで対応している例があるが、MKVなどでデコードするよりも負荷がかかる傾向がある。
- (Xvid+MP3).avi
- (Xvid+AAC).mkv

## FOURCC
用途により選択できる。
- XVID
- DIVX

## エンコードソフト
| OS                     | ソフトウェア                                                 | コメント                                                                                |
| ---------------------- | ------------------------------------------------------------ | --------------------------------------------------------------------------------------- |
| Windows専用            | VirtualDub, DVDx, など。                                     | And all other applications that support encoding through the VfW framework.             |
| クロスプラットフォーム | MEncoder, Transcode, Avidemux, VLCメディアプレーヤー, など。 | These platform and framework independent applications access the Xvid library directly. |